# Otto Homburger
Otto Siegmund Homburger (* 11. Oktober 1885 in Karlsruhe; † 19. Mai 1964 in Bern) war ein deutsch-schweizerischer Kunsthistoriker mit dem Spezialgebiet Buchmalerei des Mittelalters.

## Leben
Homburger, Sohn eines Arztes, studierte nach dem Besuch des humanistischen Gymnasiums in Karlsruhe Kunstgeschichte und wurde 1912 in Halle bei Adolph Goldschmidt mit einer Arbeit zur mittelalterlichen Buchmalerei promoviert. Von 1919 bis 1929 war er als Konservator am Badischen Landesmuseum in Karlsruhe tätig. 1930 wurde er Honorarprofessor an der Universität Marburg, wo er mittelalterliche Kunstgeschichte lehrte, 1935 wurde er aufgrund der nationalsozialistischen Rassengesetze wegen seiner jüdischen Abstammung entlassen. 1936 emigrierte er in die Schweiz
Ab 1939 katalogisierte Homburger an der Stadt- und Hochschulbibliothek Bern (ab 1951 an der Burgerbibliothek Bern) die „Bongarsiana“ nach kunsthistorischen Kriterien. Ab 1951 war er zudem Honorarprofessor an der Universität Bern für Kunst des Mittelalters. 1953 erwarb er das Schweizer Bürgerrecht. 1962 veröffentlichte er Die illustrierten Handschriften der Burgerbibliothek Bern.
Sein Nachlass befindet sich in der Burgerbibliothek Bern.

## Ehrungen
1960 wurde ihm das Große Verdienstkreuz des Verdienstordens der Bundesrepublik Deutschland verliehen.